# 14 май
14 май е 134-тият ден в годината според григорианския календар (135-и през високосна година). Остават 231 дни до края на годината.

## Събития
- 1027 г. – Анри I е коронясан за крал на Франция.
- 1610 г. – Анри IV е убит и на трона застава 9-годишният му син Луи XIII.
- 1643 г. – Четиригодишният Луи XIV става крал на Франция след смъртта на баща му – Луи XIII.
- 1871 г. – Свиква се Третият църковно-народен събор, по време на който се изработва устав за управление на Българската православна църква.
- 1899 г. – Основан е уругвайският футболен тим Насионал Монтевидео.
- 1920 г. – Основан е Икономически университет – Варна. Най-старият икономически университет в България.
- 1925 г. – Гео Милев е осъден на една година тъмничен затвор, глоба от 20 000 лева и лишаване от граждански и политически права за 2 години.
- 1928 г. – Образувана е Самарската област.
- 1931 г. – След едномесечна правителствена криза е сформиран коалиционен кабинет на Демократическия сговор и Националлибералната партия, като министър-председател на България остава Андрей Ляпчев.
- 1948 г. – Израел се обявява за независима държава. Непосредствено след това страната е нападната от съседните арабски страни, с което започва Арабско-израелската война (1948).
- 1955 г. – България заедно с Албания, ГДР, Полша, Румъния, СССР, Унгария и Чехословакия участва в създаването на Военно-политическата организация на Варшавския договор.
- 1972 г. – В Литва Ромас Каланта се самозапалва на публично място в знак на протест срещу потисничеството от страна на съветското правителство.
- 1973 г. – Изстреляна е първата американска космическа станция – Скайлаб.
- 2003 г. – Самоубийствена атака на жена-камикадзе в Чечня отнема живота на 18 души.
- 2010 г. – Открит е стадиона Авива Стейдиъм в Дъблин, Ирландия.

## Родени
- 1316 г. – Карл IV, император на Свещената Римска империя († 1378 г.)
- 1553 г. – Маргарита Валоа, кралица на Франция и Навара († 1615 г.)
- 1666 г. – Виктор-Амадей II, първи крал на Сардиния († 1732 г.)
- 1710 г. – Адолф Фредерик, шведски монарх († 1771 г.)
- 1771 г. – Робърт Оуен, уелски реформатор († 1858 г.)
- 1844 г. – Александър Каулбарс, руски офицер († 1925 г.)
- 1854 г. – Мария Павловна Мекленбургска, велика руска княгиня († 1920 г.)
- 1868 г. – Владимир Вазов, български генерал († 1945 г.)
- 1869 г. – Никола Мушмов, български нумизмат († 1942 г.)
- 1875 г. – Атанас Шарков, български революционер († ? г.)
- 1880 г. – Вилхелм Лист, германски фелдмаршал († 1971 г.)
- 1887 г. – Георгиос Модис, гръцки политик († 1976 г.)
- 1887 г. – Джорджо Муджани, италиански художник († 1908 г.)
- 1909 г. – Йосиф Петров, български поет († 2004 г.)
- 1914 г. – Стоян Ристевски, югославски партизанин († 1944 г.)
- 1917 г. – Стефан Халачев, български партизанин († 1944 г.)
- 1922 г. – Франьо Туджман, хърватски политик, 1-ви президент на Хърватия († 1999 г.)
- 1935 г. – Иван Димитров, български футболист († 2019 г.)
- 1938 г. – Борислав Ралчев, български политик († 2020 г.)
- 1944 г. – Джордж Лукас, американски режисьор
- 1952 г. – Доналд Макмонагъл, американски астронавт
- 1952 г. – Робърт Земекис, американски режисьор
- 1954 г. – Георги Минчев, български футболист
- 1954 г. – Карл-Маркус Гаус, австрийски писател
- 1957 г. – Уилям Грегори, американски астронавт
- 1958 г. – Станимир Трифонов, български режисьор
- 1961 г. – Тим Рот, британски актьор
- 1969 г. – Кейт Бланшет, австралийска актриса
- 1971 г. – София Копола, американска режисьорка
- 1973 г. – Натали Апълтън, канадска певица
- 1974 г. – Веска Ненчева, български политик
- 1979 г. – Бетси Ру, американска актриса
- 1982 г. – Сарбел, гръцки поп певец
- 1983 г. – Анаи Пуенте, мексиканска актриса
- 1984 г. – Марк Зукърбърг, основател на Фейсбук
- 1984 г. – Михаел Рензинг, германски футболист
- 1985 г. – Симона Пейчева, българска гимнастичка
- 1992 г. – Седеф Шахин, турска актриса

## Починали
- 649 г. – Теодор I, римски папа (* неизв.)
- 964 г. – Йоан XII, римски папа (* ок. 937)
- 1610 г. – Анри IV, крал на Франция (* 1553 г.)
- 1643 г. – Луи XIII, крал на Франция (* 1601 г.)
- 1781 г. – Франц Шюц, германски художник (* 1751 г.)
- 1912 г. – Аугуст Стриндберг, шведски драматург (* 1842 г.)
- 1943 г. – Анри Лафонтен, белгийски политик, Нобелов лауреат (* 1854 г.)
- 1954 г. – Хайнц Гудериан, германски генерал (* 1888 г.)
- 1957 г. – Стефан I, български духовник (* 1878 г.)
- 1972 г. – Ромас Каланта, литовски национален герой (* 1953 г.)
- 1989 г. – Зита Бурбон-Пармска, пармска принцеса (* 1892 г.)
- 1989 г. – Ханс Щубе, немски растениевъд (* 1902 г.)
- 1987 г. – Рита Хейуърт, американска актриса (* 1918 г.)
- 1991 г. – Дзян Цин, първа дама на Китайската народна република (* 1914 г.)
- 1995 г. – Кристиан Анфинсен, американски химик, Нобелов лауреат през 1972 (* 1916 г.)
- 1998 г. – Франк Синатра, американски певец (* 1915 г.)
- 2001 г. – Георги Спасов, български писател (* 1943 г.)
- 2005 г. – Иван Дочев, български политик (* 1906 г.)
- 2007 г. – Годфрид Бамес, преподавател по изобразително изкуство (* 1920 г.)
- 2008 г. – Вътьо Раковски, български поет (* 1925 г.)
- 2010 г. – Го Кен Суи, сингапурски политик (* 1918 г.)
- 2010 г. – Фредерик ван Зейл Слаберт, южноафрикански политик (* 1940 г.)
- 2015 г. – Би Би Кинг, американски музикант (* 1925 г.)

## Празници
- България – Празник на град Дулово
- България – Празник на град Търговище
- България – Празник на Икономически университет – Варна (Основан на 14 май 1920 г.)
- Израел – Възстановяване на държавата и Ден на независимостта (с акт на ООН за прекратяване на мандата на Великобритания над територията на Палестина, 1948 г., национален празник)